# قائمة مناصب الدولة العثمانية
وجدت في الدولة العثمانية عدة مناصب إدارية لإدارة شؤون الدولة وعلى رأس هذه الإدارة كان السلطان يليه الصدر الأعظم (رئيس الوزراء) أما في عهود الضعف فكان الصدر الأعظم بيده صلاحيات كثيرة من صلاحيات السلطان.
| التسلسل | المنصب        | يقابل حاليا         | المهام                                                                     | ملحوظة                      |
| ------- | ------------- | ------------------- | -------------------------------------------------------------------------- | --------------------------- |
| 1       | السلطان       | رئيس الجمهورية      | قيادة الدولة                                                               |                             |
| 2       | الصدر الأعظم  | رئيس مجلس الوزراء   | نائب السلطان                                                               |                             |
| 3       | دفتردار       | وزير المالية        | مسؤول عن إدارة خزينة الدولة                                                |                             |
| 4       | شيخ الإسلام   | المفتي              | إقرار السلطة التشريعية                                                     |                             |
| 3       | بيكلربكي      | محافظ               | إدارة الإيالة                                                              |                             |
| 3       | أمير الحج     | لا يوجد             | قيادة وحماية قافلة الحج إلى مكة ثم العودة بهم ومراسلة السلطان عما يحدث لهم |                             |
| 3       | خزندار        | أمين الصندوق        | مسؤول عن نفقات القصر                                                       |                             |
| 3       | سردار         | قائد الجيش          | قيادة الفرقة المسؤول عنها                                                  |                             |
| 4       | سلحدار        | أمين مستودع الأسلحة | الإشراف على مستودعات الأسلحة في الدولة                                     |                             |
| 3       | القفا دار     | لا يوجد             | السير خلف قافلة الحج لحمايتها والسير مع الضعفاء                            |                             |
| 3       | باش باقي قولو | جابي الضرائب        | جباية الضرائب ومعاقبة المتهربين                                            |                             |
| 3       | مير علم       | حامل الراية         | رفع الراية أثناء الاحتفالات الرسمية                                        | ربما يطلق عليه أيضا بيرقدار |